# Sprätthöken

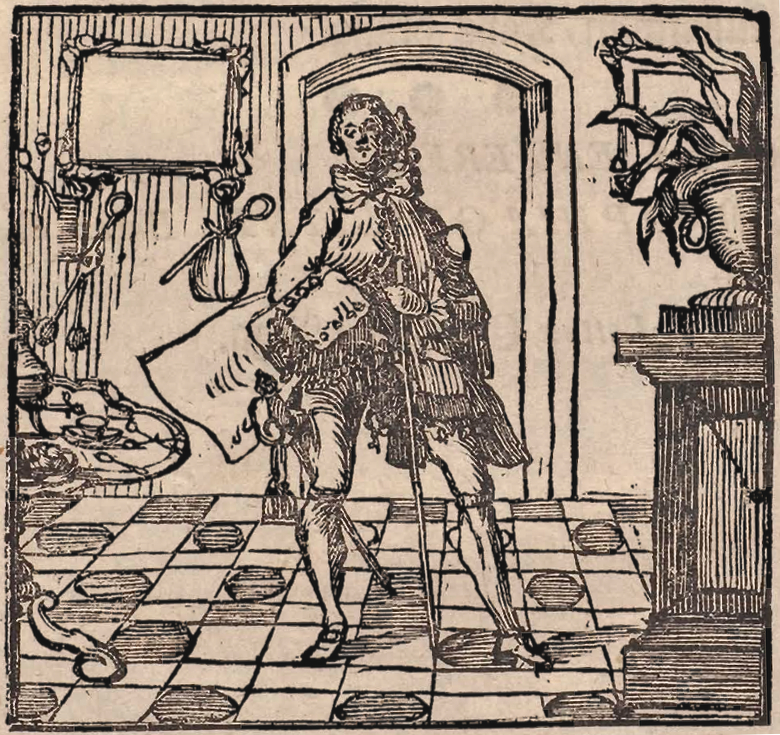
En svensk sprätthök omkring 1740. Illustration på titelsidan av 1740 års utgåva av Swenska Sprätthöken.

Sprätthöken, den snobbige unge adelsmannen, är en komisk standardfigur i 1700-talslitteratur.
Sprätthöken framställs omväxlande som den fåfänga uppkomlingen inom nyadeln med överdrivet förfinade manér och som den bördsdryga representanten för gammaladeln, vars främsta förtjänster var förfädernas. Sprätthöken kunde alltså tjänstgöra som måltavla för både bördsadelns kritik av uppkomlingar och det uppåtstigande borgerskapets gyckel med den gamla bördsadeln. En karakteristisk egenskap för sprätthöken är att han ofta blandar sitt språk med franska fraser och lånord, vilka han långt ifrån alltid har uppfattat korrekt.
Ett av de tidigaste exemplen av typen Sprätthök återfinns i Ludvig Holbergs
Jean de France (1722). I svensk litteratur är han mest bekant i Carl Gyllenborgs komedi Swenska Sprätthöken (1737).